# Минеральная живопись
Минеральная живопись — техническая разновидность монументально-декоративной живописи, основанная на применении растворимого стекла в качестве связующего.

## Особенности минеральной живописи
По цветовым средствам минеральная живопись близка фресковой — она красива по тону и исключает краски, изменяющиеся под воздействием щёлочи. В ходе исполнения её красочный слой неизменно остается «подвижным», и лишь в конце работы закрепляется силикатным связующим (при помощи пульверизатора и кисти). Поэтому техника минеральной живописи не ограничивает художника временем, допускает всяческие поправки и любые перерывы в работе, не нуждается в исполнении по частям. Прочностью красочного слоя и штукатурки минеральной живописи значительно превосходит фресковую, оказываясь пригодной также для наружных росписей. Существует и другая разновидность минеральной живописи, предназначенная для орнаментальных работ. Силикатное связующее входит здесь в состав самих красок, которые уже не имеют прозрачности и менее интенсивны по цветовому тону.

## История создания
Обе разновидности минеральной живописи были разработаны в XIX веке баварским химиком Адольфом Вильгельмом Каймом, создавшим в 1878 году «минеральные краски Кайма». Он предложил их для росписи стен (способ A-Technik, «живописные краски») и для орнамента (способ B-Technik, «декоративные краски»)